# Rio Choveşul Mare
O Rio Choveşul Mare é um rio da Romênia, afluente do Choveş, localizado no distrito de Covasna.